# مجار تلکام

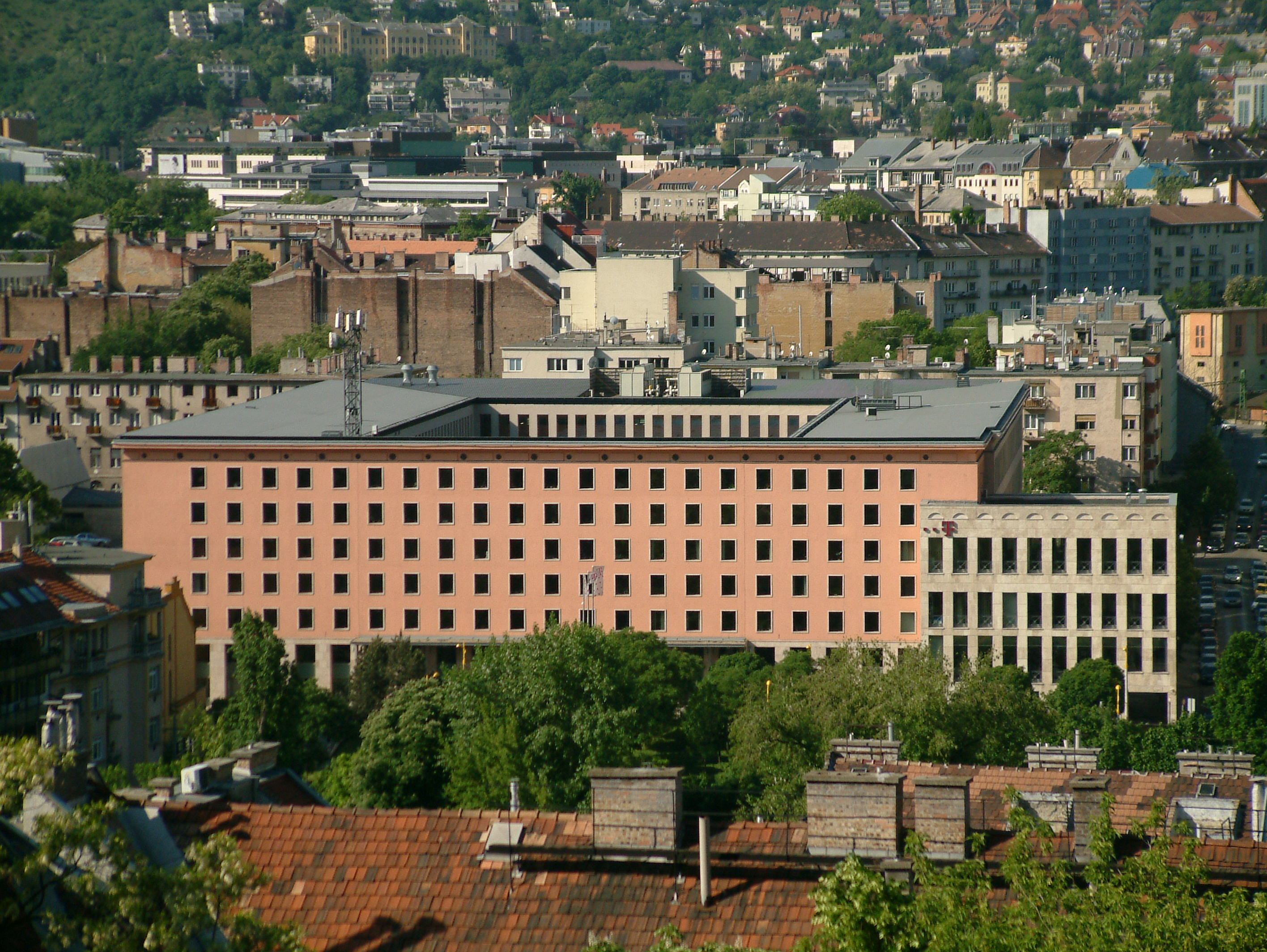
ساختمان مرکزی مگیار تلکام در بوداپست

مجار تلکام یا مادیار تلکام (به مجاری: Magyar Telekom) بزرگترین شرکت مخابرات مجارستان است. این شرکت تا پیش از سال ۱۹۹۳ که توسط دویچه تلکوم خریداری شد، سهام آن به‌طور کامل در انحصار دولت مجارستان قرار داشت. این شرکت هم‌اکنون زیرمجموعه‌ای از شرکت تی-موبایل می‌باشد. بخشی از سهام این شرکت در بازارهای بورس بوداپست و بورس ورشو معامله می‌شود.